# Pierre-Percée (Courgenay)

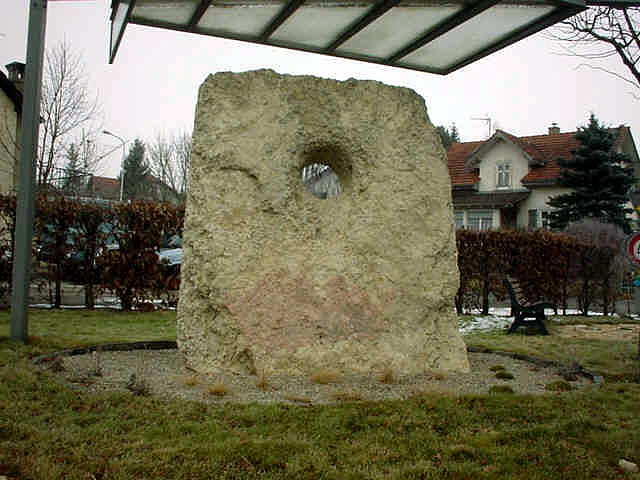
Die Pierre-Percée in Courgenay

Die Pierre-Percée von Courgenay (französisch Pierre-Percée für deutsch Lochstein) ist ein Stein mit einem Seelenloch. Der Megalith steht in der Ortschaft Courgenay im Schweizer Kanton Jura. Er ist 2,5 m hoch, 2,3 m breit und rund 50 cm dick und besteht aus Kimmeridgium-Kalk. Die Achsen des ovalen Seelenlochs betragen 35 und 41 cm.
Die Pierre-Percée scheint der ursprüngliche Zugangsstein eines Dolmens zu sein, der von einem Tumulus bedeckt war. Es wurden keine Knochen oder sonstige Überreste gefunden.
Die Pierre-Percée ist kein Einzelfall. Reste von Dolmen mit Seelenloch aus der Zeit um 3000 v. Chr. findet man z. B. in Aesch und Laufen in der Schweiz, Aroz und Traves in Frankreich, sowie in Degernau und Schwörstadt in Baden-Württemberg.